# 1947 코파 델 헤네랄리시모 결승전
1947 코파 델 헤네랄리시모 결승전(스페인어: La Final de la Copa del Generalísimo de 1947은 현재 코파 델 레이로 알려진 스페인 컵대회의 43번째 결승전이다. 이 경기는 1947년 6월 22일, 라 코루냐의 리아소르에서 열렸고, 레알 마드리드가 연장전 끝에 에스파뇰을 2-0으로 이기고 우승을 거두었다.

## 상세 경기 정보
| 레알 마드리드           | 2–0 (연장전)      | 에스파뇰 |
| ----------------------- | ----------------- | -------- |
| 비달 107′ · 프루덴 119′ | 리포트 (스페인어) |          |

| 레알 마드리드:    |    |                             |
|                   |    |                             |
| GK                | 1  | 호세 바뇬                   |
| DF                | 2  | 클레멘테                    |
| DF                | 3  | 호세 코로나                 |
| MF                | 4  | 기예르모 폰트               |
| MF                | 5  | 후안 안토니오 이피냐 (주장) |
| MF                | 6  | 펠릭스 우에테               |
| FW                | 7  | 안토니오 알수아             |
| FW                | 8  | 사비노 바리나가             |
| FW                | 9  | 프루덴                      |
| FW                | 10 | 루이스 몰로니               |
| FW                | 11 | 파블로 비달                 |
| 감독:             |    |                             |
| 발타사르 알베니스 |    |                             |

| 에스파뇰:     |    |                       |
|               |    |                       |
| GK            | 1  | 호세 트리아스         |
| DF            | 2  | 호세 카사스           |
| DF            | 3  | 호세 마리스칼 (주장)  |
| MF            | 4  | 라몬 셀마             |
| MF            | 5  | 안토니오 파브레가스   |
| MF            | 6  | 펠릭스 리모스         |
| FW            | 7  | 로센도 에르난데스     |
| FW            | 8  | 가브리엘 호르헤       |
| FW            | 9  | 앙헬 칼보             |
| FW            | 10 | 비센테 에르난데스     |
| FW            | 11 | 에르네스토 갈로바르트 |
| 감독:         |    |                       |
| 호세 플라나스 |    |                       |